# Ratekau
Ratekau är en kommun (Gemeinde) i distriktet Ostholstein i förbundslandet Schleswig-Holstein i norra Tyskland. Genom kommunen går motorvägen A1. Ratekau ligger tio kilometer norr om Lübeck och har cirka 15 000 invånare.

## Bilder

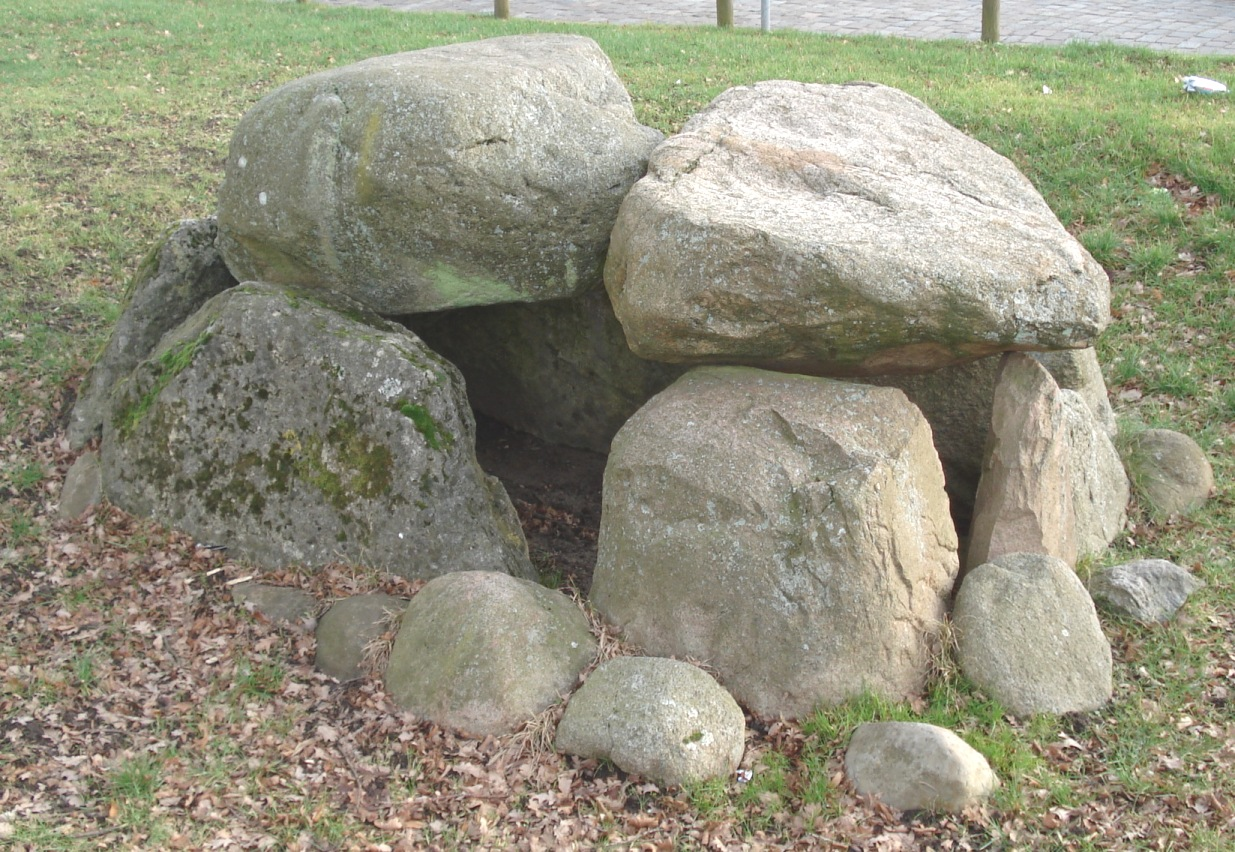
Hällkistan från Ratekau
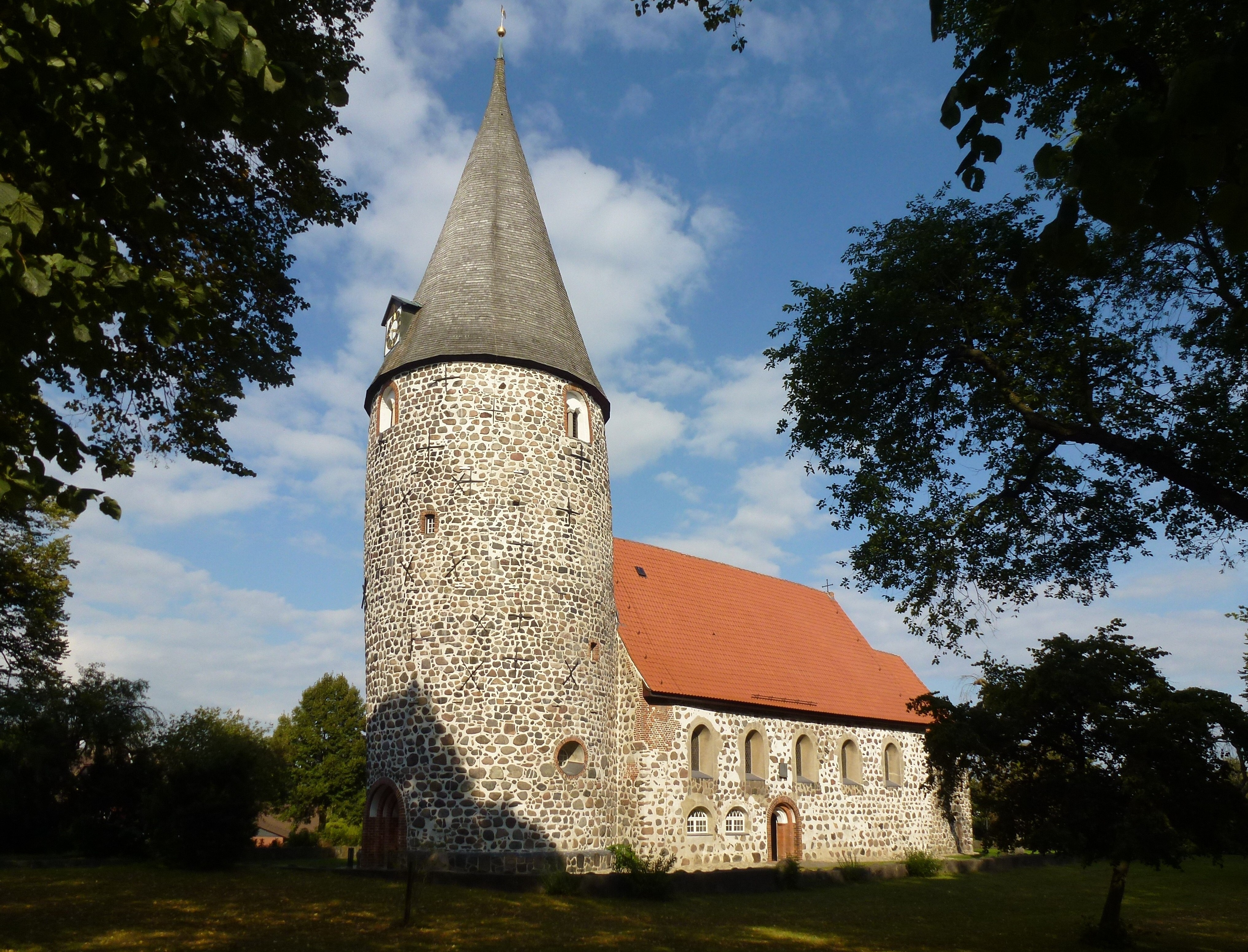
Vicelinkirche från 1100-talet
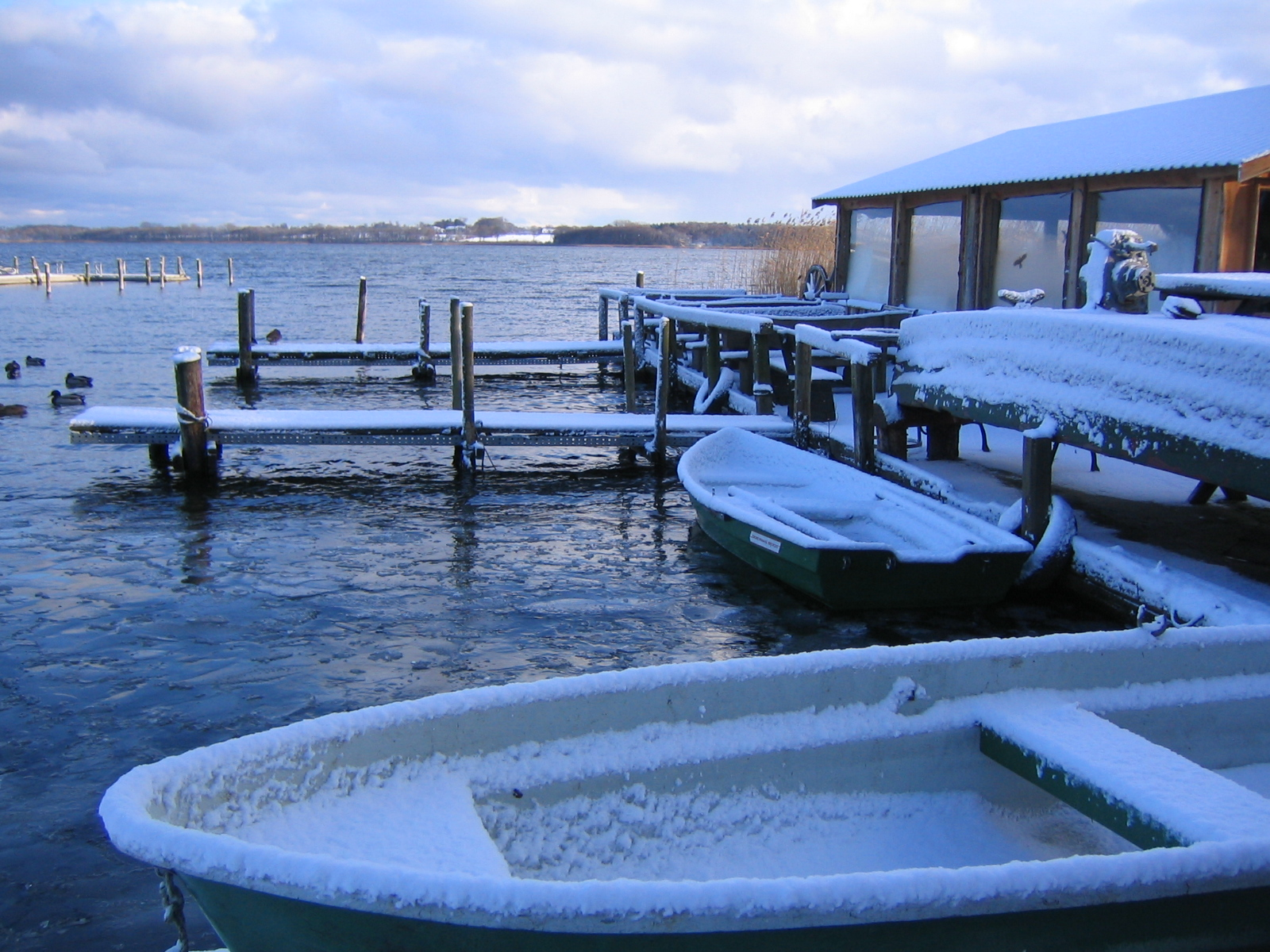
Hemmelsdorfer See